# Galapa (Atlántico)
Galapa est une municipalité située dans le département d'Atlántico, en Colombie.

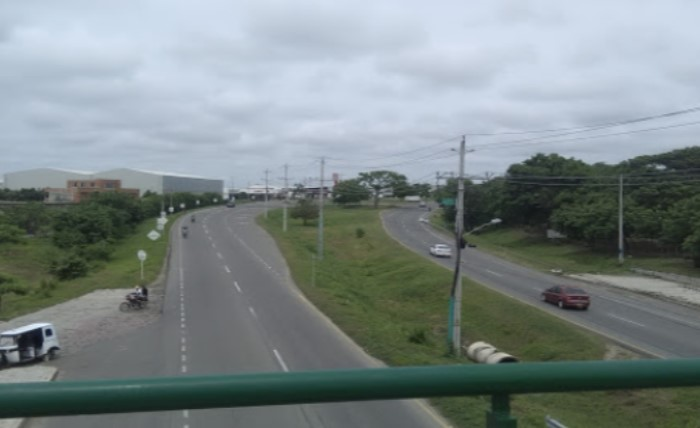
Ville de Galapa

## Démographie
Selon les données récoltées par le DANE lors du recensement de la population colombienne en 2005, Galapa compte une population de 31 596 habitants.